# Barry Goudreau
Barry Goudreau (Boston, Massachusetts, EE. UU., 29 de noviembre de 1951) es un guitarrista estadounidense, más conocido como un miembro original de la banda de rock Boston.

## Antes de Boston
Goudreau se interesó en la música desde que era un niño y logró conseguir una guitarra acústica —la cual era de su amigo— a la edad de once años.  Después sus padres le regalaron una guitarra Fender Stratocaster blanca de 1962. Comenzó a tomar clases y a los 13 años formó su primera banda llamada «Tornadoes». Dos años después se agrupó a otra banda, en la cual se encontraba el que sería el futuro baterista de Boston, Sib Hashian. Con este grupo tocaba en los bares nocturnos hasta 7 veces por día, los siete días de la semana.
Unos años después, Barry conoció a Brad Delp y Fran Sheehan, quienes también serían miembros de Boston más adelante. Se reunían en la casa de Sheehan para realizar sus sesiones musicales.
Barry decidió estudiar la carrera profesional de geología en la Universidad de Boston y dejar de lado la música, pero él se encontró con Tom Scholz, que estudió en el Instituto Tecnológico de Massachusetts.

## Con Boston
Al pasar algunos años, Goudreau creó —estando todavía en la universidad— una banda llamada Mother's Milk, de la cual Delp y Scholz eran miembros.  Barry decidió trabajar solamente con ambos y grabaron algunos demos en 1969, siendo Goudreau quién ejecutaba la guitarra líder y rítmica. Con estos primeros demos no consiguieron firmar con ninguna compañía discográfica.
Tom Scholz escribió nuevas canciones y volvió a grabar otros demos y envió estas cintas, solo que en esta ocasión Tom grabó las guitarras, teclados y bajo de todos los temas. Boston logró firmar con la disquera Epic Records en 1975.
Aunque Barry no recibió crédito alguno en la composición de los temas del álbum debut homónimo del grupo, su trabajo fue importante para el estilo musical de Boston.  Goudreau grabó la guitarra líder en las melodías «Foreplay/Long Time» y «Let Me Take Your Home Tonight».
En 1978 Boston lanzó su segundo álbum de estudio titulado Don't Look Back y Barry grabó todas las canciones de esta producción, en cuatro de ellas el tocó la guitarra principal. Tiempo después, Goudreau abandonó la banda, pues quería realizar algunos proyectos en solitario.
Tom Scholz convocó una junta a todos los miembros de Boston en enero de 1980 y le preguntó a Barry si deseaba dejar a la banda. Goudreau se separó del grupo definitivamente.

## Carrera como solista, Orion the Hunter y RTZ
Al dejar Boston, Barry se dedicó a componer canciones y esperaba que Scholz usara su trabajo para una nueva producción de Boston, sin embargo, Tom no se interesó en el trabajo de Goudreau. En 1980 Barry publicó su primer álbum llamado Barry Goudreau. Para esta producción invitó a Brad Delp y a Fran Cosmo para que interpretaran las canciones, así como al baterista Sib Hashian. Este disco consiguió llegar hasta la 88.º posición en el Billboard 200 con temas destacados como "Dream", que mantenían un sonido puramente de Boston. 
Tres años después, en 1984, Barry formó la banda Orion the Hunter, junto a Fran Cosmo —quien fue el vocalista principal—, el bajista Bruce Smith y el antiguo baterista de Heart Michael DeRosier.  La banda grabó su álbum homónimo en el mismo año. Brad Delp colaboró ejecutando coros en todas las melodías y coescribiendo cinco temas. Dicha producción alcanzó el lugar 57.º del Billboard 200,  la cual contiene el tema «So Ran Away», que se posicionó en el puesto 58.º del Billboard Hot 100, ambos en 1984. Un año después, Orion the Hunter se desintegró.
Ya en 1990, Barry volvió a formar otra banda, llamada RTZ (Return to Zero)  junto a Brad Delp que había dejado a Boston y se integró en este nuevo proyecto, publicando al año siguiente el álbum llamado Return To Zero. Este disco obtuvo un discreto éxito en las listas estadounidenses, alcanzando la 169.º posición.  El tema «Until Your Love Comes Back Around» se ubicó en los lugares 26.º y 38.º del Hot 100 y Mainstream Rock respectivamente. Más tarde RTZ se disolvió debido a que Delp decidió reunirse de nuevo con Boston.
Goudreau participó como productor de dos álbumes de la cantante y guitarrista Lisa Guyer: Gypsy Girl y Leap of Faith, lanzados en 1997 y 2000.
En 1998, los miembros de RTZ se reunieron y publicaron su segundo disco nombrado "Lost", el cual salió a la venta en 1999. En 2004 se publicó el último trabajo de esta banda titulado "Lost and Found".

## 2000-presente
En 2003, Delp y Goudreau se unieron para lanzar el disco Delp & Goudreau. En esta producción participaron Tim Archibald, Brian Maes, David Stefanelli, Patty Barkas, Lou Spagnola y Jack O'Soro.
Tres años después, Barry estuvo a punto de reconciliarse con el guitarrista Tom Scholz, pero no se concretó el regreso de Goudreau a Boston.
En el verano de 2006, Goudreau y Delp escribieron la canción «Rockin' Away», siendo la última que escribieran los dos juntos antes de la muerte de Brad Delp en marzo de 2007. Según Barry, él y Delp compusieron «Rockin' Away» con motivo del 30.º aniversario del lanzamiento del primer álbum de Boston.
Goudreau fue invitado a participar con la banda Ernie and the Automatics en varias ocasiones, banda en la que también participaba el ex-batería de Boston Sib Hashian; convirtiéndose finalmente en un miembro oficial de esta agrupación con la que grabó en el 2009 el disco Low Expectations con temas destacados como "Back Around" o "The Good Times (Never Last)".
Más adelante, tras la disolución de Earnie and the Automatics, funda la banda "Barry Goudreau's Engine Room" con la que en el año 2017 graba su primer disco titulado Full Steam Ahead. En el año 2021 esta banda ha vuelto a presentar un nuevo disco titulado "The Road".

## Vida personal
Barry vive actualmente en Swampscott, Massachusetts junto a su esposa Connie, su hijo Sean y su hija Michelle. Cuando tiene tiempo libre, Goudreau disfruta navegar en su lancha de motor en verano y de esquiar en invierno.

## Discografía

### Boston
- 1976: Boston
- 1978: Don't Look Back
- 1997: Greatest Hits

### Barry Goudreau (Solista)
- 1980: Barry Goudreau

### Orion the Hunter
- 1984: Orion the Hunter

### RTZ
- 1991: Return to Zero
- 1999: Lost
- 2004: Lost and Found
- 2007: Set The Songbird Free (sencillo tributo a Brad Delp)

### Con Brad Delp
- 2004: Delp and Goudreau
- 2007: «Rockin' Away» (sencillo)

### Ernie and the Automatics
- 2009: Low Expectations

### Barry Goudreau's Engine Room
- 2017: Full Steam Ahead
- 2021: Road

## Colaboraciones

### Lisa Guyer
- 1997: Gypsy Girl — productor
- 2000: Leap of Faith — productor